# Palatijn

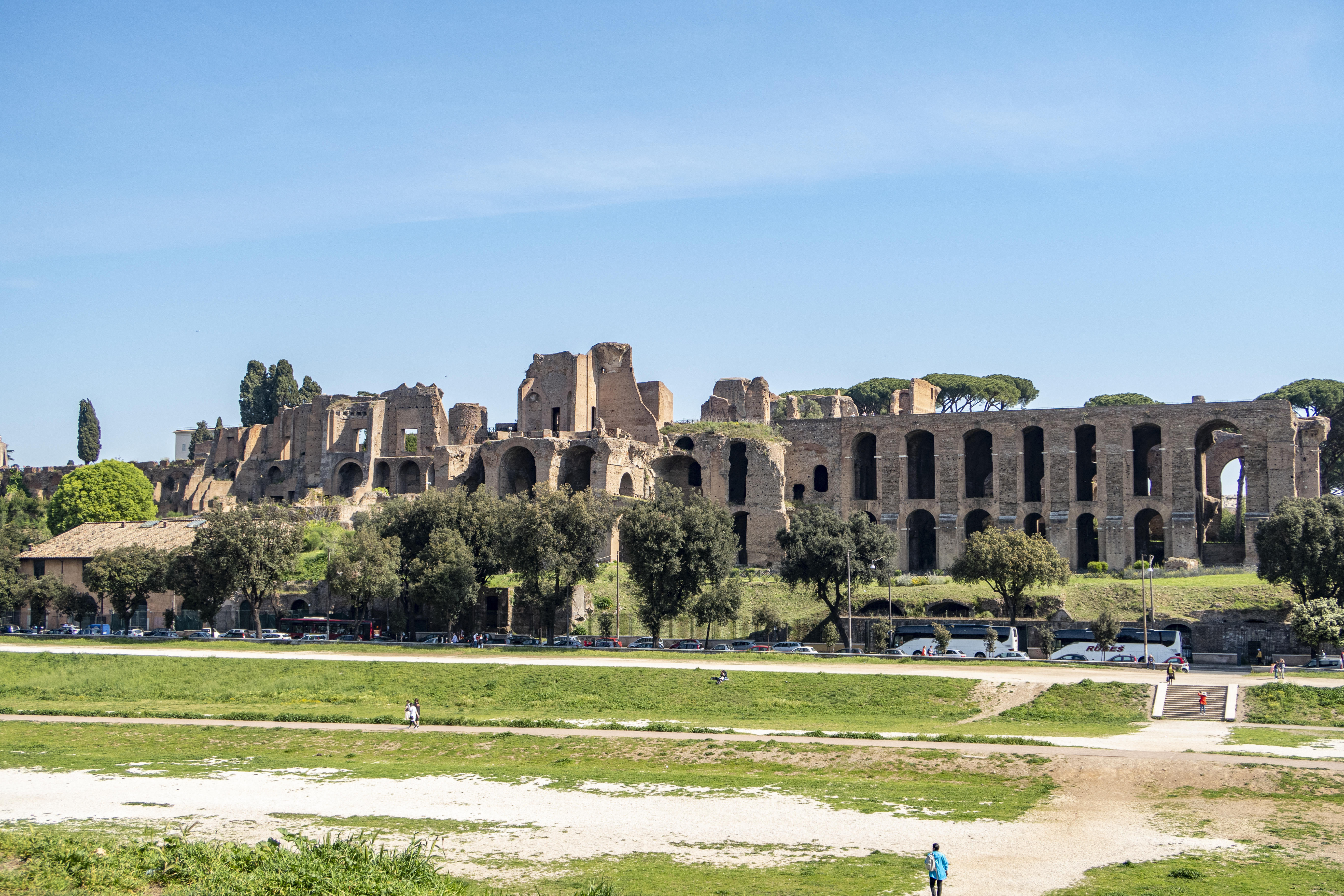
Uitzicht op de Palatijn vanaf het Circus Maximus

Kaart van Rome met de aanduiding van de heuvels.

De Palatijn (Latijn: Palatium (keizerlijk hof), Italiaans: Palatino), ook Palatijnheuvel of Palatijnse heuvel, is een van de zeven heuvels van Rome. Het geldt als de heuvel die het eerst werd bewoond, en was sinds de Romeinse keizertijd de heuvel waar de keizers hun paleis hadden. De naam is misschien afgeleid van de herdersgod Pales, maar deze etymologie is omstreden.
In de Nederlandse taal is het gebruikelijke woord voor palatijn palts (Duits: Pfalz), waarmee vanaf de 7e eeuw de verblijfplaats van een vorst werd aangeduid, zowel de bebouwing als het grondgebied dat erbij hoorde. Omdat vorsten veel rondreisden, werd voor het beheer en bestuur bij afwezigheid een paltsgraaf aangesteld.

## Ligging
De Palatijn ligt tussen de Circus Maximus aan de zuidkant en het Forum Romanum aan de noordkant. De westkant, die in de oudheid ook wel Germalus werd genoemd, ligt enkele honderden meters vanaf de Tiber. De heuvel ligt ca. 43 m. boven de Tiber en heeft een omtrek van ongeveer 2 km. De hoofdtoegang was in de oudheid een steile weg vanaf het Forum Romanum die bekendstaat als de Clivus Palatinus (wat geen naam uit de oudheid is). De Palatijn is tegenwoordig een archeologisch park met ingangen vanaf het Forum Romanum en de Via di S. Gregorio (nabij het Colosseum). Voor zijn watervoorziening was de Palatijn aangesloten op de Aqua Claudia. Aan de Via di S. Gregorio zijn nog enkele bogen van dit aquaduct te zien.

## Vroege geschiedenis
Volgens de legende is Rome op 21 april 753 v.Chr. op de Palatijn gesticht door Romulus. Uit archeologisch onderzoek blijkt dat er daadwerkelijk al bewoning was op de Germalus (de westelijke top van de Palatijn). Hier werd ook tot in de keizertijd de locatie aangewezen van de Hut van Romulus. Ook de Lupercal, de grot waar Romulus en Remus door de wolvin zouden zijn gevoed, bevond zich aan de voet van de Palatijn. Over de bebouwing uit de Koningstijd en de Republiek is weinig bekend. Op de westkant van de heuvel werden tempels gebouwd voor Victoria (ingewijd in 294 v.Chr.) en voor Cybele (ingewijd in 204 v.Chr.), en aan het begin van de 3de eeuw v.Chr. werd een tempel voor Jupiter Stator gebouwd bij de toegangsweg naar de Palatijn.
Aan het eind van de Republiek werd de Palatijn een woonwijk voor de rijke burgers. Onder meer Tiberius Sempronius Gracchus, Crassus en Cicero woonden hier. De zogenaamde Villa van Livia, die later door keizer Augustus in zijn residentie werd opgenomen, en het Huis van de Griffioenen, dat is gevonden onder het Lararium van de Domus Flavia, behoren tot de schaarse overblijfselen uit deze tijd.

## De Palatijn als paleisheuvel

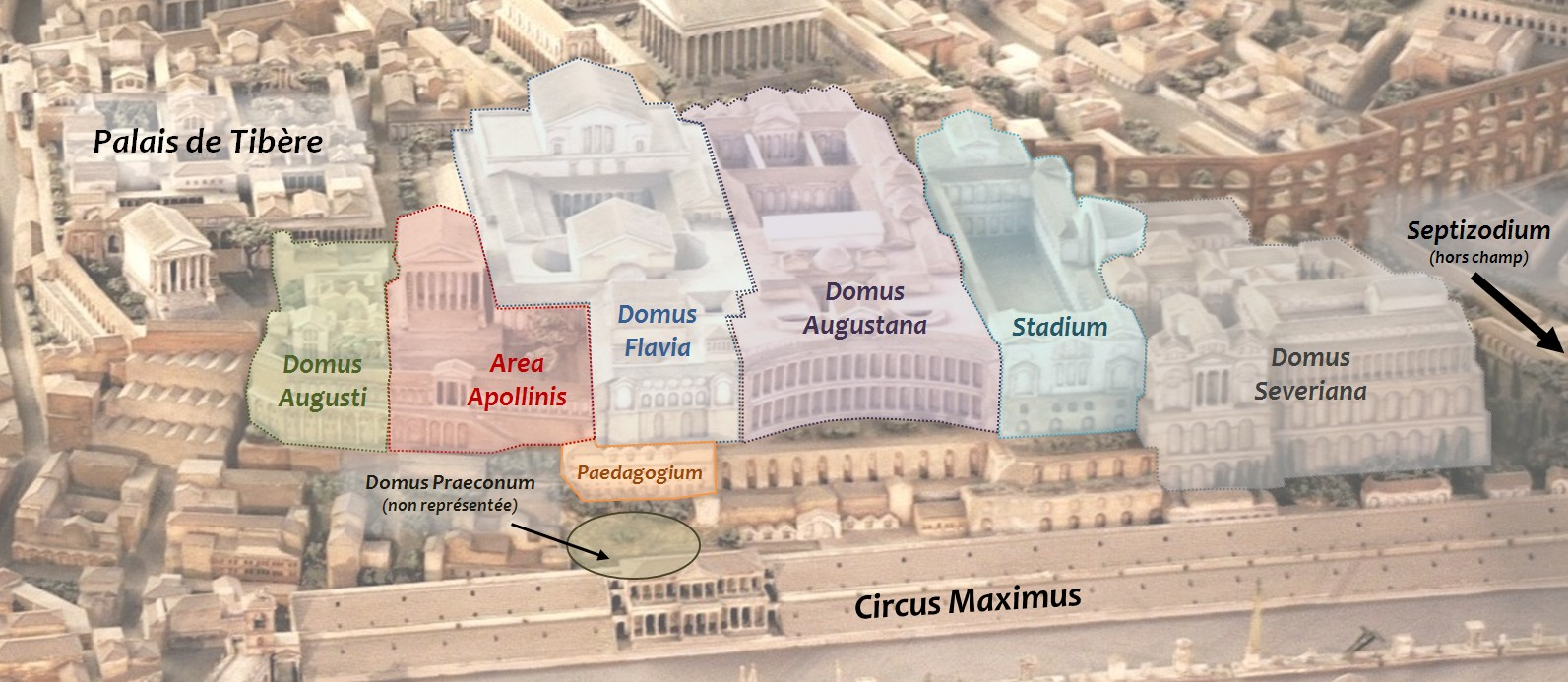
Paleizen op de Palatijn

In 44 v.Chr. besloot Octavianus, de latere keizer Augustus, zich op de Palatijn te vestigen. Ook stichtte hij de Tempel van Apollo, die in 28 v.Chr. werd ingewijd. Sindsdien is de Palatijn de paleisheuvel. Het huis van Augustus was nog vrij bescheiden. Het telde twee verdiepingen en werd in 1961 teruggevonden onder het paleis van Domitianus. Na restauraties werden in 2008 vier met fresco's versierde vertrekken, waaronder Augustus' studeerkamer, opengesteld voor het publiek. Augustus' opvolger Tiberius bouwde het eerste echte paleis. Vervolgens breidde Caligula dit uit tot de rand boven het Forum Romanum. Van een uit twee verdiepingen bestaande uitbreiding uit de tijd van Nero liggen resten aan de noordwestkant van de Palatijn onder de Farnesische tuinen. De eveneens door hem aangelegde Domus Transitoria (‘Doorgangshuis’), dat een verbinding vormde tussen de Palatijn en keizerlijke parken op de Esquilijn, werd bij de grote brand van Rome in 64 verwoest, waarna Nero de Domus Aurea (Gouden Huis) liet bouwen.

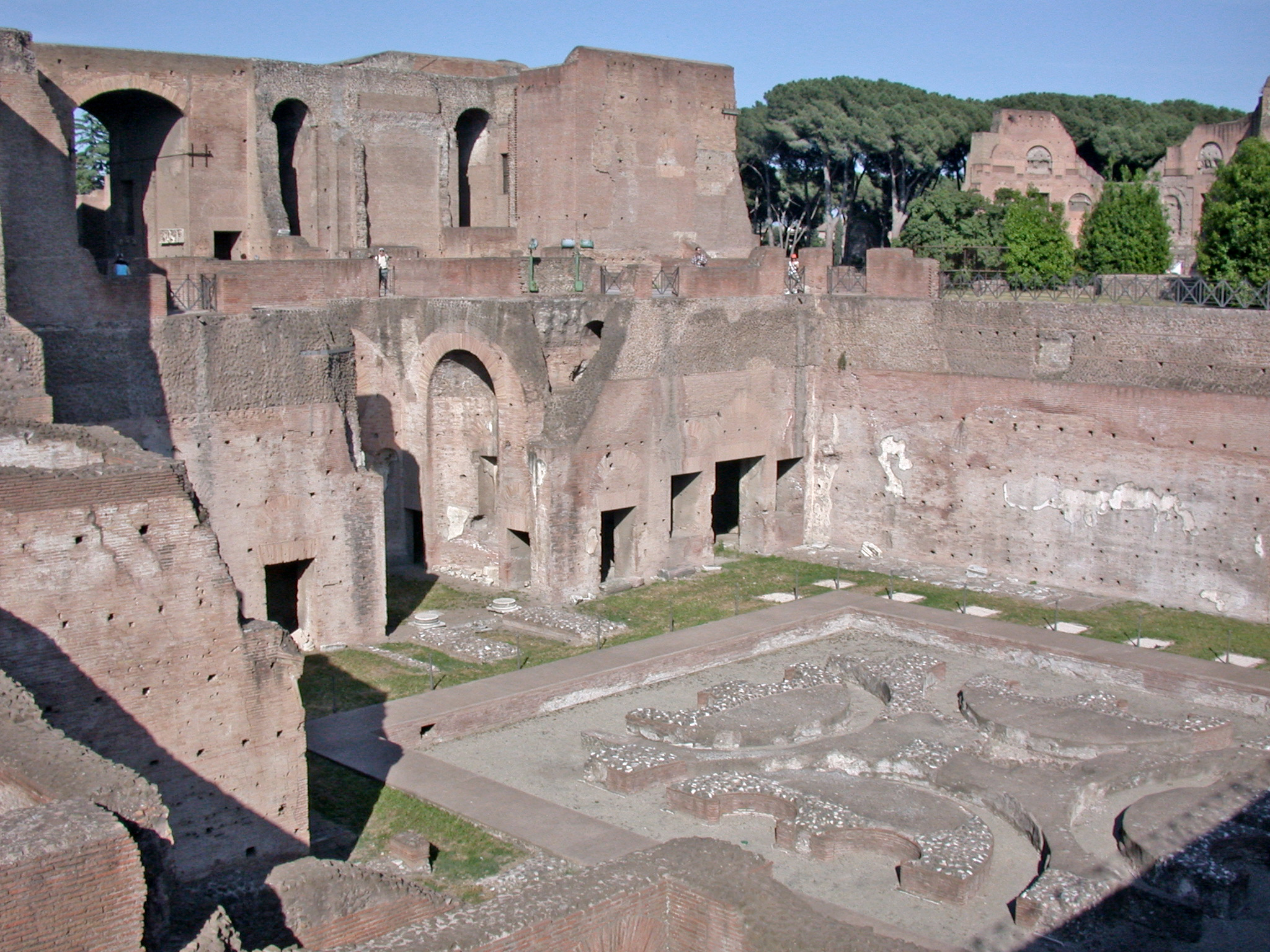
Binnenhof van de Domus Augustana

Het grootste paleis op de Palatijn, waarvan de resten nu nog de heuvel domineren, werd onder keizer Domitianus aangelegd door de architect Rabirius. Het was klaar in 92. Het stond in de oudheid bekend als Domus Augustana, maar de twee delen waaruit het bestaat zijn door archeologen later aangeduid als Domus Flavia (het representatieve gedeelte) en Domus Augustana (de residentie). Aan de voorkant, waar men kwam vanaf het Forum Romanum, bestond de Domus Flavia uit drie delen. In het midden lag de Aula Regia, de audiëntiezaal. Links daarvan lag het Lararium, de keizerlijke privé-kapel, en rechts het Auditorium, een gebouw in de vorm van een drieschepige basilica dat diende voor overleg met de keizerlijke adviseurs. Achter deze gebouwen lag een door zuilen omgeven binnenhof, die ‘Sicilië’ werd genoemd. Het had een vijver waarin zich een achthoekig eiland bevond (nu nog te zien). Daar weer achter bevond zich een eetzaal, die bekendstond als de Cenatio Iovis (Eetkamer van Jupiter), en ten slotte een bibliotheek, die bestond uit een Grieks en een Latijns gedeelte.

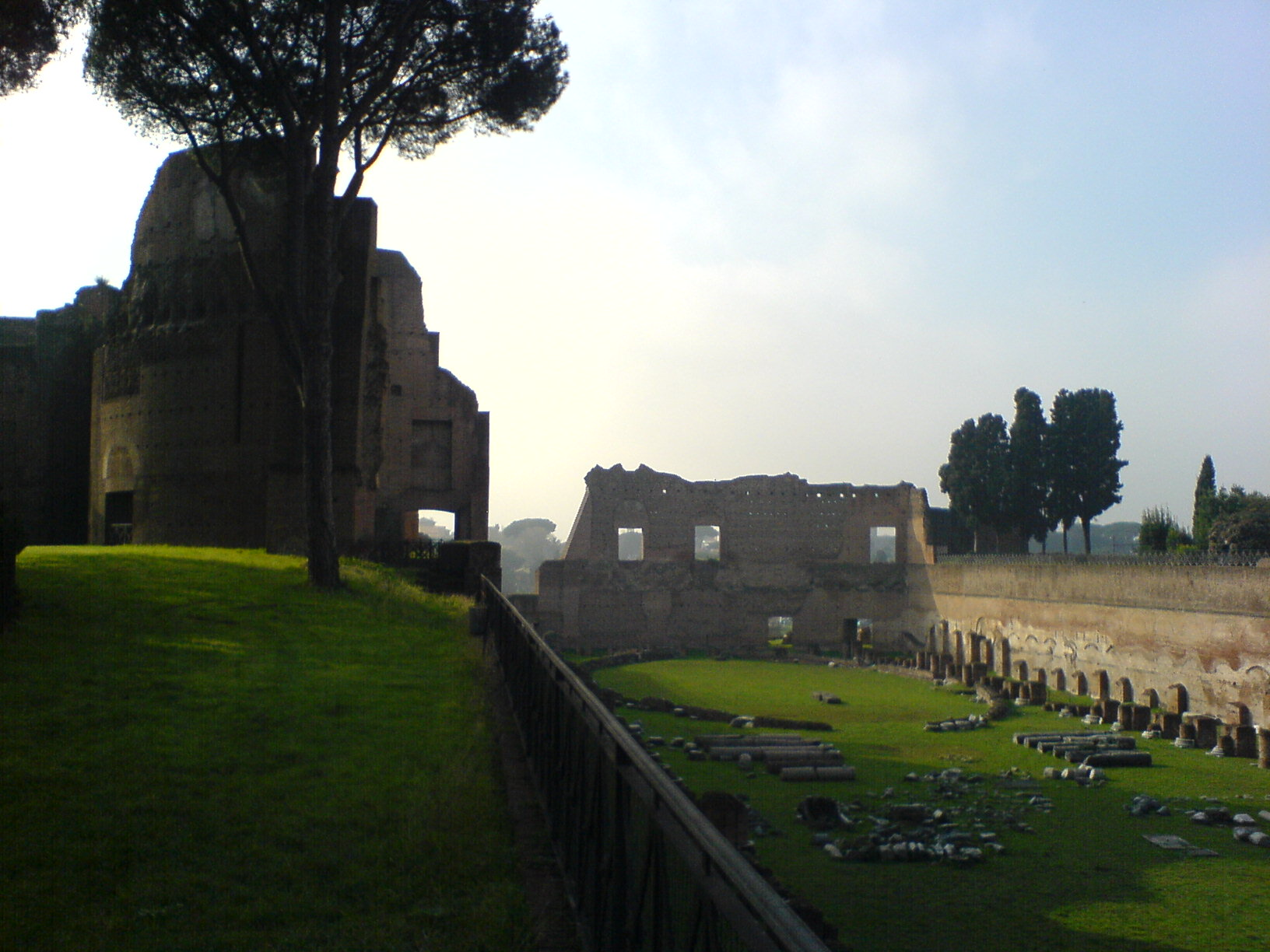
De Hippodroom van Domitianus, een siertuin

De Domus Augustana, het privépaleis, is minder goed bekend. Het had meerdere verdiepingen en nog altijd is de lager gelegen binnenhof goed te zien, waar zich een vijver bevond met fonteinen. Naast de Domus Augustana, aan de oostkant, ligt de zogenaamde Hippodroom van Domitianus, een ruimte in de vorm van een stadion van 160 x 50 m. Dit was zeker geen paardenrenbaan, zoals de naam doet vermoeden. Waarvoor dit complex werd gebruikt is nog steeds niet zeker. Mogelijk was het ook een siertuin in de vorm van een stadion, waarvoor de Romeinen ook de naam hippodromus gebruikten. Een grote halfronde exedra aan een van de lange kanten is in de tijd van keizer Hadrianus toegevoegd.
Aan de achterkant van de Domus Augustana is er een licht gebogen exedra in de heuvel aan de kant van de Circus Maximus. Dit is waarschijnlijk een ornamentele façade die is aangelegd in de tijd van Trajanus toen hij de hoogste zitplaatsen van de Circus Maximus liet bouwen.
De laatste grote uitbreiding van het paleis stamt van Septimius Severus (193-211). Hij maakte een groot badhuis. Daarvoor vergrootte hij de heuvel met een kunstmatig plateau aan de zuidkant dat door enorme bakstenen arcaden wordt ondersteund. Ter afsluiting van deze bouwactiviteiten bouwde hij aan de zuidelijke voet van de heuvel het Septizonium.
Keizer Heliogabalus liet op de noordoosthoek van de Palatijn een enorme tempel bouwen ter ere van de door hem aanbeden god Elagabal. De Tempel van Elagabal werd gebouwd op een tempelterras dat al stamde uit de tijd van Domitianus en werd ingewijd in 221. De tempel werd al in de oudheid door vuur verwoest en er is nu bijna niets meer van over.

## De Palatijn na de Romeinse tijd

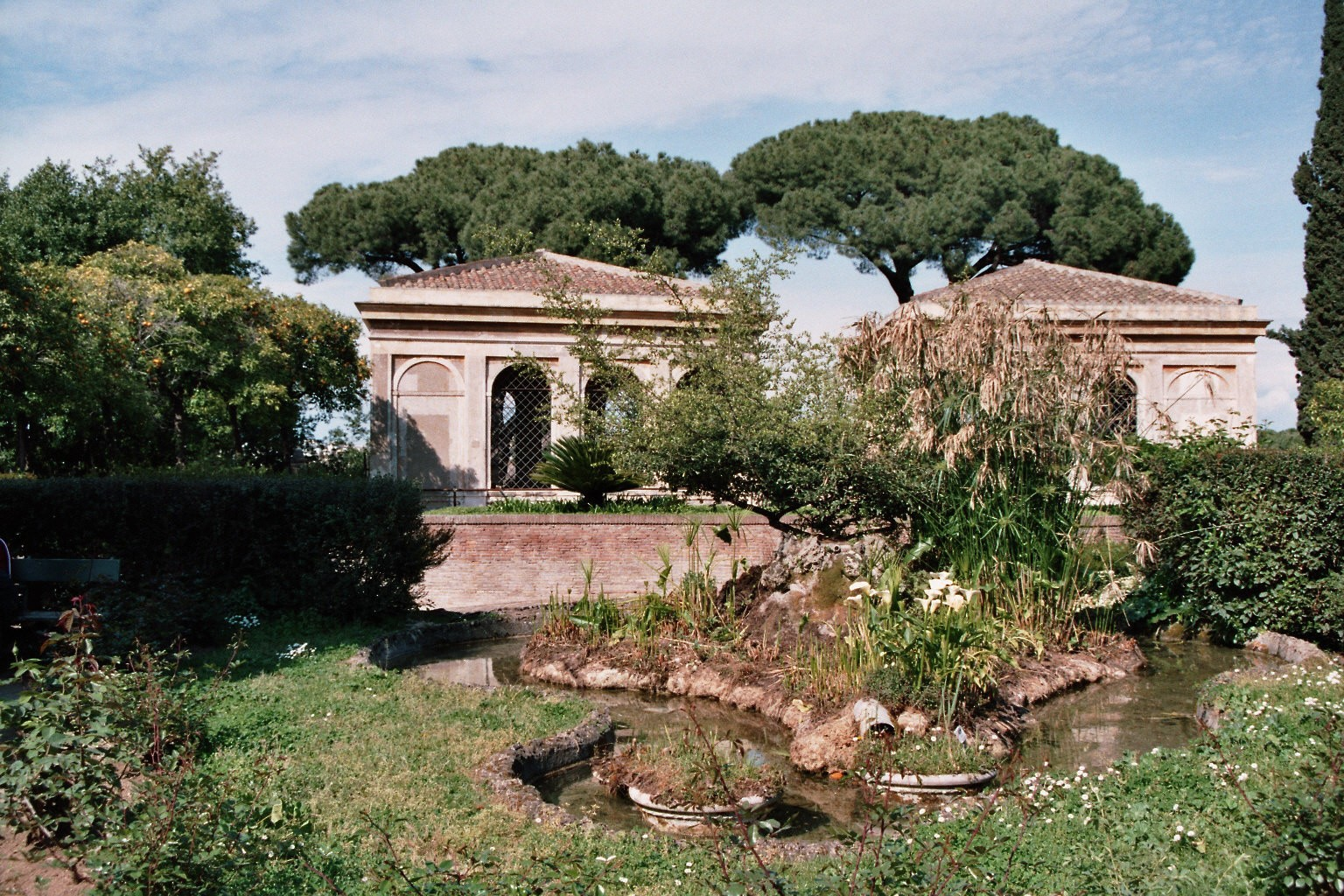
Paviljoenen in de Farnesische Tuinen op de Palatijn

De keizers bleven de Palatijn als residentie gebruiken, al gingen in de late keizertijd andere regeringscentra met Rome concurreren. Ook gebruikten de pausen in de vroege middeleeuwen de Palatijn als woonplaats naast het Lateraanse paleis. Nog in de tijd van Karel de Grote was de antieke pracht behouden. In de 9de eeuw echter liepen de gebouwen forse schade op door aardbevingen. Daarna werden de antieke resten gebruikt om er kerken en kloosters in en op te bouwen. In de middeleeuwen gebruikte de adellijke familie Frangipani de heuvel als onderdeel van een vesting. In 1564 liet Alexander Farnese de jongere de Farnesische Tuinen (Ital. Orti Farnesiani) aanleggen, die nog te bezoeken zijn op het noordwestelijke deel van de Palatijn. Dit park, aangelegd naar een ontwerp van Vignola, had een monumentale toegang aan de kant van het Forum Romanum (nu ten dele overgebracht naar de ingang aan de Via di S. Gregorio) en bestond verder uit perken met exotische bomen en planten, paviljoenen en volières. In de 17e eeuw werden er fonteinen toegevoegd.
In 1860 kocht Napoleon III de Palatijn en liet systematische opgravingen uitvoeren. Enkele jaren later droeg hij de heuvel over aan de nieuwe regering van het verenigde Koninkrijk Italië.